# Rødøje
Rødøje (Redeye) er en tegneserie skabt af Gordon Bess i 1967 og senere overtaget af Mel Casson. Den handler om livet i en indianerstamme. Tegneserien stoppede i 2008.

## Figurer
- Rødøje: Seriens hovedperson. Han er stammens høvding og prøver at klare sig med sine kujoniske krigere.
- Squawmama: Rødøjes kone. Hun laver dårlig mad og kan ikke tåle, at folk gør grin med den.
- Rødfjer: Datteren. Hun elsker Snublefod.
- Rødgut: Sønnen. Klog, men spiller ikke nogen større rolle.
- Snublefod: Kriger, der elsker Rødfjer, men er den største kujon der findes.
- Ømfod: Rødøjes hest, der er en kujon, og som er mester til forklædninger. Han bliver mange gange sammenlignet med et mulddyr.
- Medicimanden: Stammens læge. Mere interesseret i golf end patienterne.
- Elias: Bjørnetæmmer, gammel spejder og ven med Rødøje.